# Raillencourt-Sainte-Olle
Raillencourt-Sainte-Olle település Franciaországban, Nord megyében. Lakosainak száma 2104 fő (2022. január 1.). Raillencourt-Sainte-Olle Tilloy-lez-Cambrai, Sancourt, Bourlon, Cambrai, Fontaine-Notre-Dame, Haynecourt, Neuville-Saint-Rémy és Sailly-lez-Cambrai községekkel határos.

## Népesség
A település népességének változása:
| Lakosok száma | 2334 | 2289 | 2300 | 2238 | 2209 | 2179 | 2155 | 2128 | 2104 |
|               | 2013 | 2015 | 2016 | 2017 | 2018 | 2019 | 2020 | 2021 | 2022 |